# 泉州力
泉州 力（せんしゅう りき、1975年9月4日 - ）は、日本のプロレスラー。本名：民安 亮（たみやす りょう）。

## 経歴
- 長州力に憧れ、栗栖正伸トレーニングジムでトレーニングを積む。
- 1999年、ジャパンプロレス2000で民安亮としてデビュー[1][2]。
- 2002年9月22日、J2Kはびきのコロセアム サブアリーナ大会で引退試合が行われた。
- 2003年6月7日、リングネームを地元大阪の泉州と長州力にあやかった泉州力に改名してDDTプロレスリングで復帰戦が行われた。
- 2005年5月5日、北沢タウンホールで自主興行「ど真ん中プロレス」の旗揚げ戦を開催。

- 2007年9月23日、ど真ん中プロレスはびきのコロセアム大会において、藤原喜明と一騎打ちしフォール勝ち。

- 2010年5月5日、ど真ん中プロレス平野区民センター大会において、高智政光とタッグを組み天龍源一郎&折原昌夫組と対戦。

## 得意技
サソリ固め
リキラリアット

## 入場曲
- パワーホール

## タイトル歴
- J2Kヘビー級王座
- MWF認定大阪ジュニアヘビー級王座
- アイアンマンヘビーメタル級王座